# Greenfield (Kalifornien)
Greenfield ist eine Stadt im Monterey County im US-Bundesstaat Kalifornien, Vereinigte Staaten. Das U.S. Census Bureau hat bei der Volkszählung 2020 eine Einwohnerzahl von 18.937 Menschen ermittelt.

## Geographie
Die Stadt liegt im fruchtbaren Salinas Valley nordöstlich der Santa Lucia Mountains. Nach San Francisco im Norden sind es knapp 200 km, nach San José etwa 130 km. Die geographischen Koordinaten sind: 36,32° Nord, 121,24° West. Das Stadtgebiet hat eine Größe von 4,4 km².

## Demografie
Nach der Volkszählung von 2010 war die Bevölkerungsdichte 2952,9/km2. Es gab 5976 (36,6 %) Weiße, 183 (1,1 %) waren Schwarze, 878 (5,4 %) waren Indianer, 179 (1,1 %) waren Asiaten, 13 (0,1 %) waren Einwohner pazifischer Inseln. 14917 (91,3 %) Menschen waren ohne Berücksichtigung ihrer Race hispanisch.
Nach der Volkszählung lebten 16301 Menschen (98,8 % der Bevölkerung) in Privathaushalten. Es gab 3460 Haushalte, in 2358 (68,2 %) davon lebten Kinder unter 18. 2273 Haushalte waren verheiratete Ehepaare, 526 (15,2 %) hatten ein weibliches Haushaltsmitglied ohne einen Mann, 301 (8,7 %) hatten ein männliches Haushaltsmitglied ohne eine Frau. Es gab 251 (7,3 %) Haushalte mit verschiedengeschlechtlichen nichtehelichen Partnerschaften. 282 Haushalte (8,2 %) waren Einpersonenhaushalte und 115 (3,3 %) waren Einpersonenhaushalte mit einer mehr als 65 Jahre alten Person. Die Durchschnittsgröße der Haushalte war 4,71. Es gab 3100 Familien (89,6 % der Haushalte).
5493 (35,8 %) Menschen waren jünger als 18 Jahre alt, 2159 waren zwischen 18 und 24, 5023 (30,8 %) waren zwischen 25 und 44.

## Wirtschaft und Verkehr
Die Region um Greenfield ist wegen des Klimas und der Böden eine der fruchtbarsten Gebiete der USA. Es wird unter anderem so viel Salat angebaut, dass man auch von der „Salatschüssel Amerikas“ spricht. Ein weiteres wirtschaftlich wichtiges Landwirtschaftsprodukt ist der Wein, der hier sehr gute Wachstumsbedingungen hat. Mehrere renommierte Weingüter befinden sich in der Umgebung.
Durch Greenfield führt die U.S. Route 101, die als Fernstraße im Westen der Vereinigten Staaten von Los Angeles im Süden bis nach Olympia im nördlichen Bundesstaat Washington verläuft.